# YTN 뉴스ON
《YTN 뉴스ON》은 대한민국 YTN에서 평일 오후 3시 50분에 방송되는 YTN의 낮 뉴스 프로그램이다.

## 방송 시간
- 현재 방송 시간은 2021년 7월 12일부터 기준으로 한다.

| 방송 채널 | 방송 기간                         | 방송 시간                                  |
| --------- | --------------------------------- | ------------------------------------------ |
| YTN       | 1995년 3월 1일 ~ 2018년 12월 2일  | 매일 오후 4시 ~ 저녁 6시 (2시간)           |
| YTN       | 2018년 12월 3일 ~ 2019년 3월 8일  | 평일 저녁 6시 ~ 8시 30분 (2시간 30분)      |
| YTN       | 2019년 3월 11일 ~ 2019년 4월 12일 | 평일 저녁 6시 ~ 8시 45분 (2시간 45분)      |
| YTN       | 2019년 4월 15일 ~ 2020년 5월 29일 | 평일 오후 4시 ~ 저녁 6시 30분 (2시간 30분) |
| YTN       | 2020년 6월 1일 ~ 2021년 7월 9일   | 평일 오후 3시 50분 ~ 저녁 6시 (2시간 10분) |
| YTN       | 2021년 7월 12일 ~ 현재            | 평일 오후 3시 50분 ~ 5시 50분 (2시간)      |

## 앵커
- 이하린 기자 (여)
- 이정섭 아나운서 (남)

## 타이틀 변천사
| 역대 | 타이틀     | 방송 기간                        |
| ---- | ---------- | -------------------------------- |
| 1기  | YTN 뉴스 Q | 1995년 3월 1일 ~ 2024년 4월 1일  |
| 2기  | YTN 24     | 2024년 4월 2일 ~ 2024년 4월 30일 |
| 3기  | YTN 뉴스ON | 2024년 5월 1일 ~ 현재            |

## 경쟁 프로그램
- 사사건건, KBS 뉴스 5 (KBS 1TV)
- MBC 5시 뉴스와 경제 (MBC)
- SBS 오 뉴스 (SBS)
- OBS 뉴스 오늘 (OBS)
- 김명준의 뉴스파이터, MBN 뉴스와이드 (MBN)
- 채널A 뉴스 TOP 10 (채널A)
- 시사쇼 정치다 (TV조선)
- 뉴스1번지, 뉴스워치 (연합뉴스TV)